# 神戸市立枝吉小学校
神戸市立枝吉小学校（こうべしりつ えだよししょうがっこう）は、兵庫県神戸市西区にある公立小学校である。

## 概要
2012年（平成24年）時点の児童数は294名となっている。

## 沿革
- 1978年4月1日 - 神戸市立玉津第一小学校より分離開校。

## 校区
- 神戸市西区
  - 枝吉1 - 5丁目、王塚台1 - 3丁目、玉津町吉田、玉津町森友、森友1 - 5丁目

## 進学先中学校
- 神戸市立王塚台中学校

## 校区周辺
- 明石川
- 神戸市役所 建設局西水環境センター西神施設課
- イズミヤ 神戸玉津店

## 交通
- 神姫バス
  - 「変電所前」より北へ200m
  - 「吉田」より南へ250m

## 校区が隣接している学校
- 神戸市立出合小学校
- 神戸市立高津橋小学校
- 明石市立王子小学校
- 明石市立和坂小学校
- 明石市立鳥羽小学校